# Оругеро смугасточеревий
Оруге́ро смугасточеревий (Lalage leucomela) — вид горобцеподібних птахів родини личинкоїдових (Campephagidae). Мешкає в Австралії, Індонезії і Папуа Нової Гвінеї. Виділяють низку підвидів.

## Опис
Довжина птаха становить 19 см. Виду притаманний статевий диморфізм. У самців верхня частина тіла переважно чорна, надхвістя сіре, нижня частина тіла біла, поцяткована тонкими темними смужками, нижня частина живота і гузка світло-коричневі. Над очима білі "брови", на крилах білі смуги. Забарвлення самиць переважно сірувато-коричневе, нижня частина тіла у них сірувато-кремова, поцяткована темними смужками.

## Підвиди
Виділяють чотирнадцять підвидів:
- L. l. keyensis Rothschild & Hartert, E, 1917 — острови Кай[en];
- L. l. polygrammica (Gray, GR, 1858) — острови Ару, південь і схід Нової Гвінеї;
- L. l. obscurior Rothschild & Hartert, E, 1917 — острови Д'Антркасто і острови Тробріана;
- L. l. pallescens Rothschild & Hartert, E, 1917 — острови Луїзіада;
- L. l. falsa Hartert, E, 1925 — острови Умбой[en], Нова Британія і Дюк-оф-Йорк[en];
- L. l. karu (Lesson, R & Garnot, 1827) — острів Нова Ірландія;
- L. l. albidior Hartert, E, 1924 — острів Новий Гановер[en];
- L. l. ottomeyeri Stresemann, 1933 — острів Ліхір;
- L. l. tabarensis Mayr, 1955 — острів Табар[en];
- L. l. sumunae Salomonsen, 1964 — острів Дьяул[en];
- L. l. macrura Schodde, 1989 — північно-західна Австралія;
- L. l. rufiventris (Gray, GR, 1846) — північна Австралія і острів Мелвілл;
- L. l. yorki Mathews, 1912 — південь центральної Нової Гвінеї, острови Торресової протоки, півострів Кейп-Йорк;
- L. l. leucomela (Vigors & Horsfield, 1827) — східне узбережжя Австралії.

## Поширення і екологія
Смугасточереві оругеро живуть в рівнинних і гірських вологих тропічних лісах, мангрових і чагарникових заростях та садах.